# Yacimiento funerario de Greby

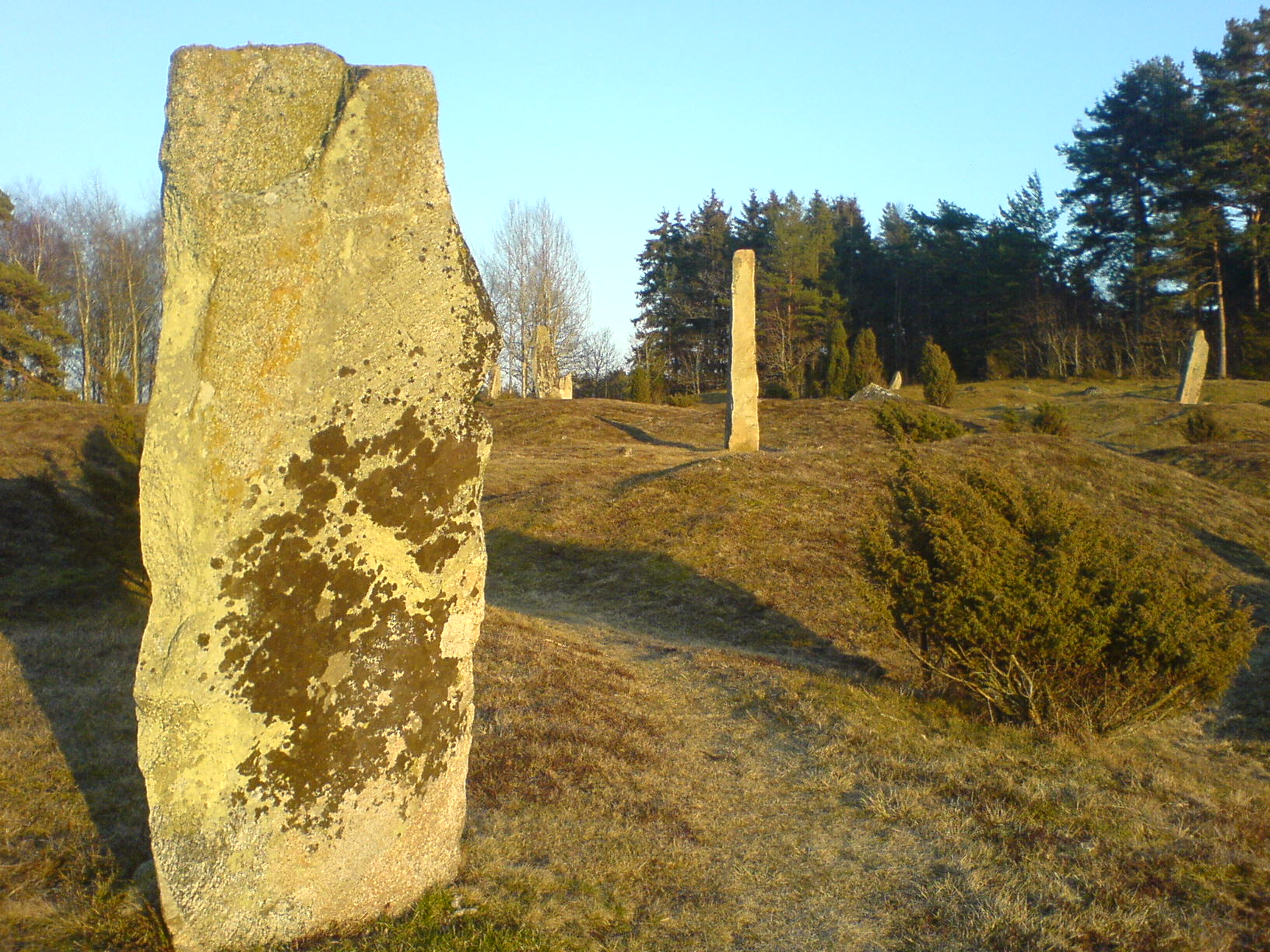
Vista parcial de Greby.

Greby es un yacimiento funerario que data de 400-500 d. C. y se encuentra al norte de Grebbestad, en la costa occidental de Suecia. Formado por 180 tumbas, 38 de las cuales están señaladas con menhires, y túmulos bajos, es el cementerio antiguo más importante de la provincia histórica de Bohuslän.
Fue excavado en parte por el arqueólogo sueco Oscar Montelius en 1873, y se descubrieron algunos cuencos de barro con huesos humanos incinerados y otras pertenencias personales básicas, algunas de las cuales estaban asociadas con Noruega, Inglaterra y Alemania, pero ninguna arma. Esa ausencia de armas difícilmente se explica, dada la importancia del cementerio y las leyendas que dicen lo contrario, en el sentido de que fue el escenario de una gran batalla.